# Ламенский
Ламенский — посёлок в Голышмановском городском округе Тюменской области России.

## География
Посёлок находится в южной части Тюменской области, в лесостепной зоне, в пределах Ишимской равнины, при железнодорожной линии Тюмень — Омск, на расстоянии примерно 21 километра (по прямой) к западу-северо-западу (WNW) от Голышманова, административного центра района. Абсолютная высота — 125 метров над уровнем моря.
Климат
Климат резко континентальный с суровой холодной зимой и относительно коротким жарким летом. Средняя температура воздуха самого тёплого месяца (июля) составляет 18 °C (абсолютный максимум — 38,4 °C); самого холодного (января) — −18,7 °C (абсолютный минимум — −47,3 °C). Среднегодовое количество атмосферных осадков составляет 524 мм, из которых 70 % выпадает в период с мая по сентябрь.
Часовой пояс
Посёлок Ламенский, как и вся Тюменская область, находится в часовой зоне МСК+2. Смещение применяемого времени относительно UTC составляет +5:00.

## История
До сентября 2018 года являлся административным центром Ламенского сельского поселения.
В посёлке расположена железнодорожная станция Ламенская Тюменского региона Свердловской железной дороги (направление Тюмень — Омск). В ночь с 25 на 26 июля 1972 года на станции произошло крушение пассажирского поезда, официально число погибших — 58, раненых — 16.

## Население
| 2010 |
| ---- |
| 780  |

Половой состав
По данным Всероссийской переписи населения 2010 года в половой структуре населения мужчины составляли 46,7 %, женщины — соответственно 53,3 %.
Национальный состав
Согласно результатам переписи 2002 года, в национальной структуре населения русские составляли 87 % из 926 чел.